# جاناتان شوارتز
جاناتان یان شوارتز (به انگلیسی: Jonathan Ian Schwartz) رئیس و مدیر عامل اجرایی سان مایکروسیستمز قبل از خریداری‌شدن سان توسط اوراکل بود. او همچنین مؤسس و مدیر عامل اجرایی Lighthouse Design, Ltd.‎ یک شرکت نرم‌افزاری به سکوی نکست‌استپ متمرکز بود نیز بوده‌است که در نهایت توسط سان خریداری شد.
او در حال حاضر از بنیانگذاران و مدیر عامل اجرایی CareZone که خدماتی به خانواده‌ها برای مراقبت از بچه‌ها، پدر مادرها و سایر عزیزان به صورت بر خط ارائه می‌کند است.